# 大矢田神社

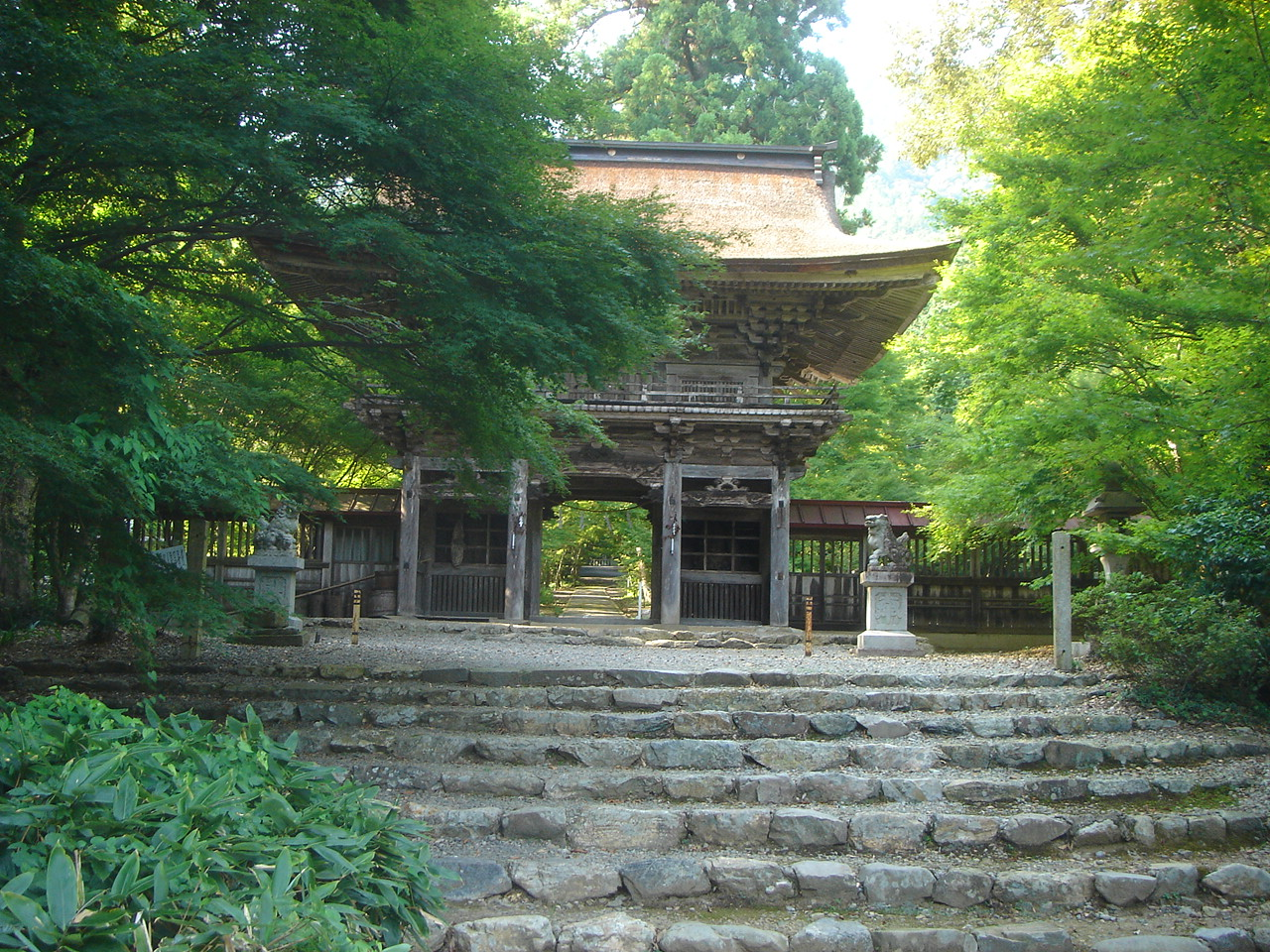
楼門

大矢田神社（おやだじんじゃ）は、岐阜県美濃市にある神社である。旧社格は郷社。
本殿は江戸時代初期の寛文12年（1672年）、拝殿は寛文11年（1671年）再建であり、ともに重要文化財に指定されている。また、楼門は享保8年（1723年）再建であり、美濃市指定文化財である。

## 祭神
- 建速須佐之男命
- 天若日子命

## 歴史
- 創建は孝霊天皇の時代という。以下は社伝による。

深山に悪竜が棲み付き、困った里人が喪山の天若日子廟所（現・喪山天神社）に加護を祈ったところ、建速須佐之男命を祀るよう夢告があった。
その通り勧請を行うと、建速須佐之男命が現れ、悪竜を退治してくれた。平和を取り戻した里人は、建速須佐之男命と天若日子命を祀る祠を建てた。
- 養老2年（716年）、泰澄大師は、この地（天王山）一帯を開基。天王山禅定寺号した。祠はその一部となり、牛頭天王として習合される。
- 禅定寺は7坊を有したが、弘治2年（1556年）に戦火で焼失。その後、極楽坊と常泉坊の2坊のみ再興された。
- 明治3年（1870年）、神仏分離・廃仏毀釈により牛頭天王を建速須佐之男命に戻して奉祀、大矢田神社に改称して極楽坊の社僧・真清氏が神官となる。

護摩堂・鐘楼・観音堂など仏教施設は廃されたが、唯一、楼門（仁王門）が残された。このため神社の中に仏教式の門が残っている。
- 1948年（昭和23年）、喪山伝説にゆかりのある喪山天神社、青柳神社ならびに華堂神社を合併し、境外摂社とする。

## 大矢田もみじ谷
- 大矢田神社一帯の楓谷は、約3000本のヤマモミジの原生林があり、樹齢1000年以上の古木もある。1930年（昭和5年）、指定名称楓谷のヤマモミジ樹林として国の天然記念物に指定されている[3]。また2004年（平成16年）飛騨・美濃紅葉三十三選の一つに指定されている。
- 毎年11月下旬が見ごろであるという。

## 文化財
- 本殿 - 寛文12年（国指定重要文化財）
- 拝殿 - 寛文11年（国指定重要文化財）
- 楓谷ヤマモミジ樹林（90.3a）（国指定天然記念物）
- 絹本著色釈迦十六善神図 - 室町時代（岐阜県指定重要文化財）[4]
- 梵鐘（禅定寺）- 明応3年（岐阜県指定重要文化財）
- 梵鐘（青柳社）- 大永3年（岐阜県指定重要文化財）
- 楼門（旧仁王門）- 享保8年（美濃市指定文化財）
- 阿弥陀如来坐像 - 室町時代（美濃市指定文化財）
- 弘法大師坐像 - 室町時代（美濃市指定文化財）
- 大般若写経 - 室町時代（美濃市指定文化財）
- 兜－室町時代（美濃市指定文化財）
- 大矢田のヒンココ（国選択記録作成等の措置を講ずべき無形の民俗文化財）

## 関連神社
- 真木倉神社
- 上神神社
- 誕生八幡神社

## 所在地・アクセス
- 岐阜県美濃市大矢田
  - 岐阜バス高美線「大矢田」バス停より約2.0km
  - のり愛くん（相乗りタクシー・要予約）「大矢田上切集会場」停留所より約１.0Km